# Cuarenta y siete
El cuarenta y siete (47) es el número natural que sigue al 46 y precede al 48.

## Matemáticas
- Es el 15º número primo, después del 43 y antes del 53
- Es un número de Keith, ya que si se basa en sus dígitos decimales una secuencia similar a la de Fibonacci, el número en sí recurre: 4, 7, 11, 18, 29, 47...
- Un número primo de Thabit y como tal está relacionado con el par de números amigos (17296, 18416).
- Es un número primo de Lucas.
- Es un primo de Eisenstein sin parte imaginaria y parte real de la forma 3 n - 1.

## Química
- 47 es el número atómico de la plata (Ag).

## Astronomía
- El ciclo de 47 años de Marte: después de 47 años, 22 períodos sinódicos de 780 días cada uno, Marte regresa a la misma posición entre las estrellas y está en la misma relación con la Tierra y el Sol. Los antiguos mesopotámicos descubrieron este ciclo.
- Objeto de Messier M47 es un cúmulo abierto en la constelación Puppis.
- Objeto astronómico del Nuevo Catálogo General NGC 47 es una galaxia espiral barrada localizada en la constelación de Cetus.